# Palaeorhiza longiceps
Palaeorhiza longiceps är en biart som först beskrevs av Heinrich Friese 1924.  Palaeorhiza longiceps ingår i släktet Palaeorhiza och familjen korttungebin. Inga underarter finns listade i Catalogue of Life.